# Kaplica Najświętszej Maryi Panny Niepokalanie Poczętej w Weryni

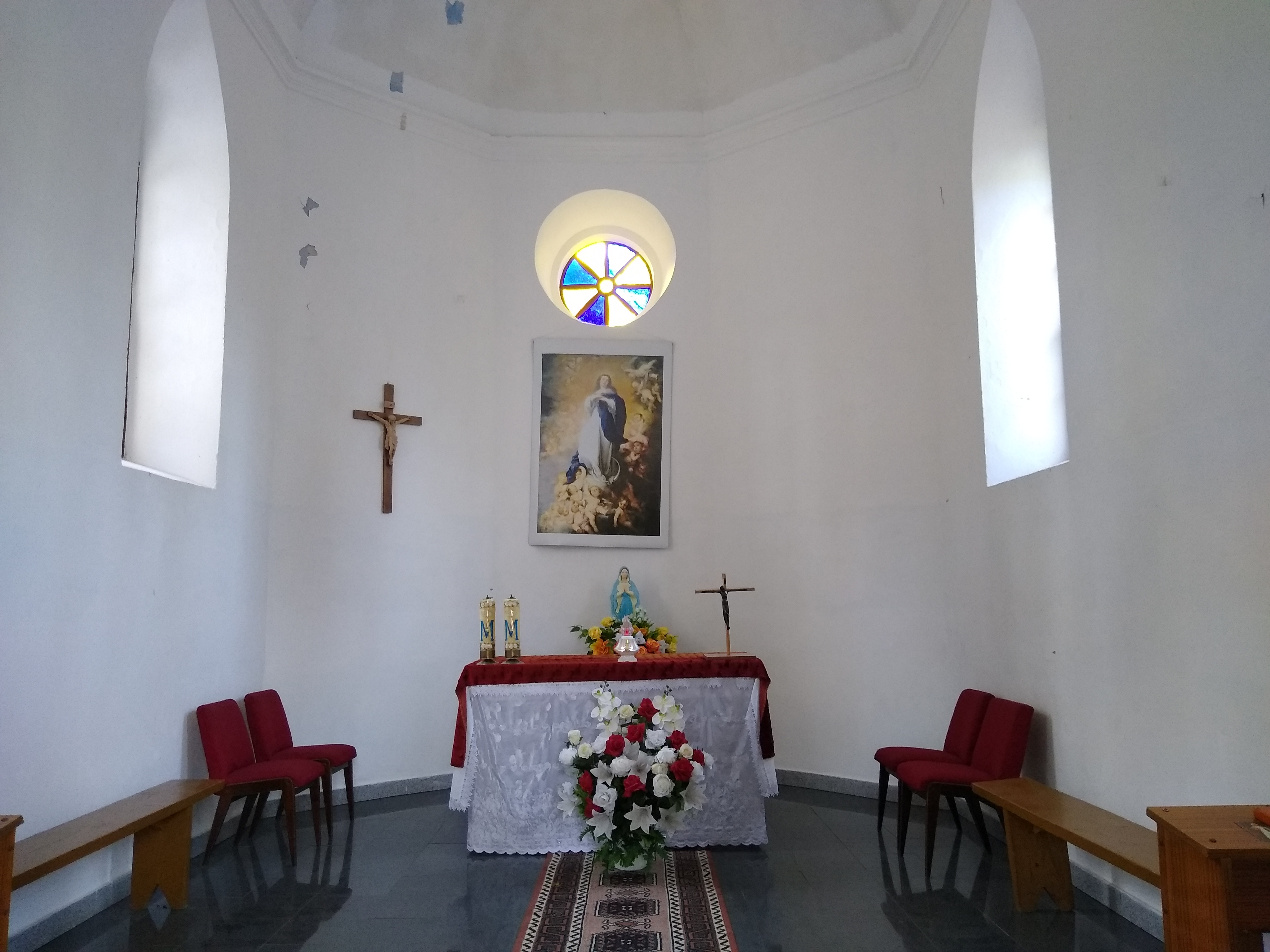
Wnętrze kaplicy (2022)

Kaplica Najświętszej Maryi Panny Niepokalanie Poczętej w Weryni – zabytkowa kaplica znajdująca się we wsi Werynia w województwie podkarpackim.

## Historia
Budynek powstał w latach 1869–1873 z inicjatywy Zdzisława Tyszkiewicza i jego żony Gabrieli Felicji z Mierów. Początkowo pełnił funkcję kaplicy prywatnej. W okresie międzywojennym wymieniono poszycie dachowe z dachówki karpiówki na blachę, z wyjątkiem przedsionka. W 1939 roku kaplica została złupiona. 
Po wkroczeniu Armii Czerwonej budynek został zniszczony przez żołnierzy radzieckich, którzy wybili okna oraz zrabowali obrazy i zniszczyli rzeźby. Obiekt wyremontowano po II wojnie światowej. Po wybudowaniu w 1963 roku budynku szkoły władze chciały przenieść kaplicę na inne miejsce lub ją zburzyć. W listopadzie 1963 roku Wydział Budownictwa i Architektury w Kolbuszowej nakazał zaprzestać korzystania z obiektu ze względu na jego zły stan techniczny. 31 maja 1975 budynek wpisano do rejestru zabytków jako część zespołu pałacowo-folwarcznego. Przed przypadającą w 1996 roku 50. rocznicą powstania Zespołu Szkół Rolniczych w Weryni przeprowadzono remont kaplicy, podczas którego zamalowano polichromie w jej wnętrzu na biało.
We wrześniu 2008 roku rozpoczęto wymianę poszycia dachowego z blachy na dachówkę karpiówkę. I etap prac remontowych odebrano 20 października tegoż roku. W 2021 roku zakończono kolejny remont kaplicy. 

## Architektura
Kaplica w stylu neogotyckim. Wymurowana z cegły, na zaprawie wapiennej, otynkowana. Powstała na rzucie prostokąta, z zamkniętym trójbocznie prezbiterium i niższym od korpusu ryzalitem pełniącym funkcję przedsionka. Na osi elewacji frontowej prostokątne drzwi zamknięte ostrołukiem. Na szczycie ryzalitu widoczna data 1873. Dach dwuspadowy, o konstrukcji drewnianej, kryty dachówką karpiówką.
Wnętrze w układzie jednoprzestrzennym, z wylewką cementową i sklepieniem kolebkowym. Pierwotne wyposażenie kaplicy nie zachowało się. W przeszłości we wnętrzu znajdował się ołtarz neogotycki z obrazem Najświętszej Panny Maryi Niepokalanie Poczętej.  